# Johann Anton Morath
Johann Anton Morath, Taufname: Antonius Morath (* 3. Januar 1718 in Staufen; † 5. September 1783 in St. Blasien) war ein deutscher Barockmaler.

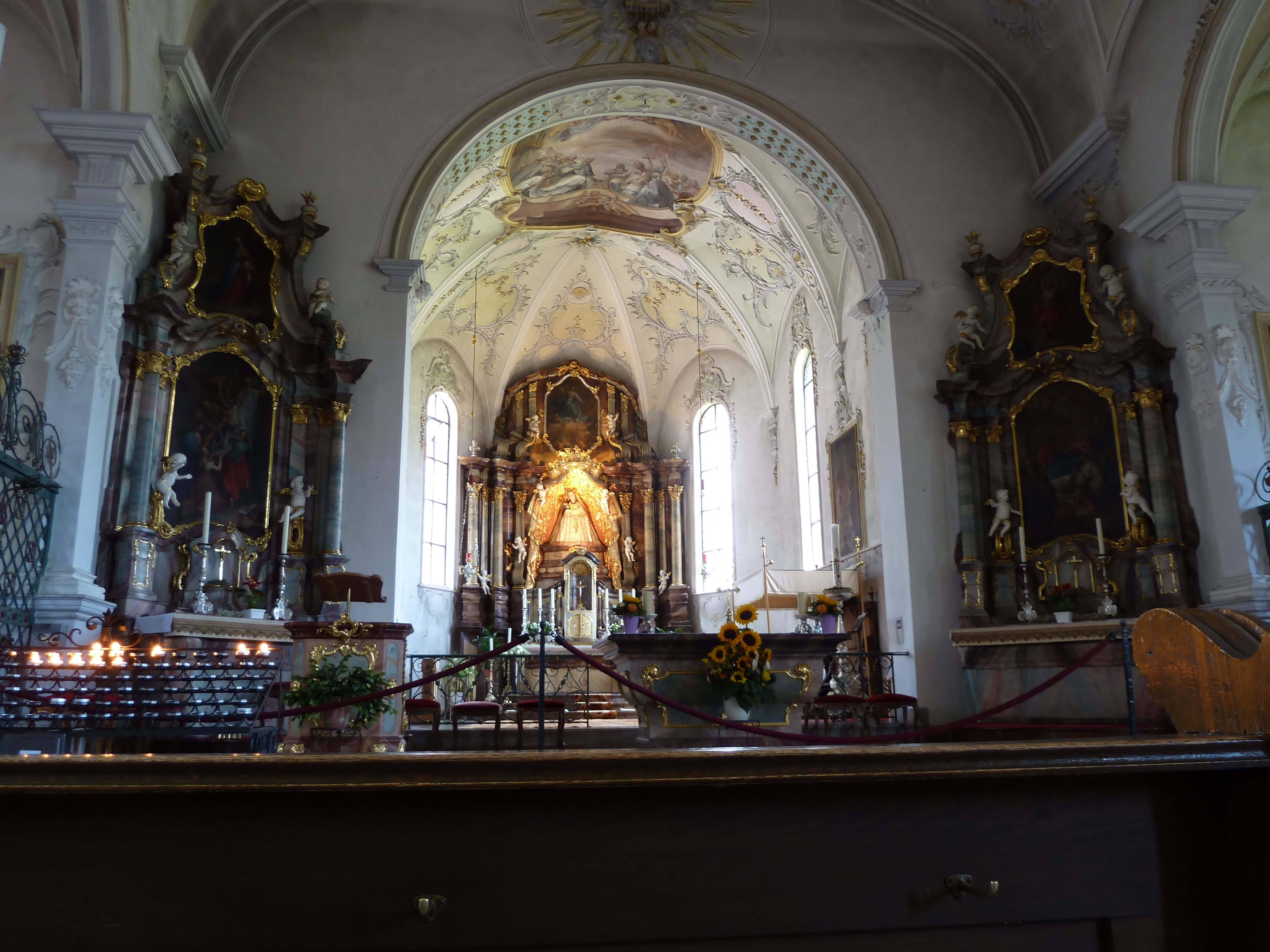
Wallfahrtskirche Todtmoos, Deckenfresko

## Leben
Er lernte bei dem bekannten Kirchenmaler Franz Joseph Spiegler. Ab 1749 war er selbständig tätig. Als sein Hauptwerk gilt die Ausmalung der Wallfahrtskirche St. Landelin in Ettenheimmünster.
Ab 1762 war Johann Anton Morath Hofbediensteter des Klosters St. Blasien.
Verschiedentlich werden ihm Lithographien zugeschrieben insbesondere aus dem Raum Klettgau, diese stammen jedoch von einem anderen Künstler, dem Sohn des Joseph Anton Morath, dem aus Stühlingen stammenden Lithograf Johann Martin Morat. Die Lithographie erfand Alois Senefelder erst 1798.

## Werke

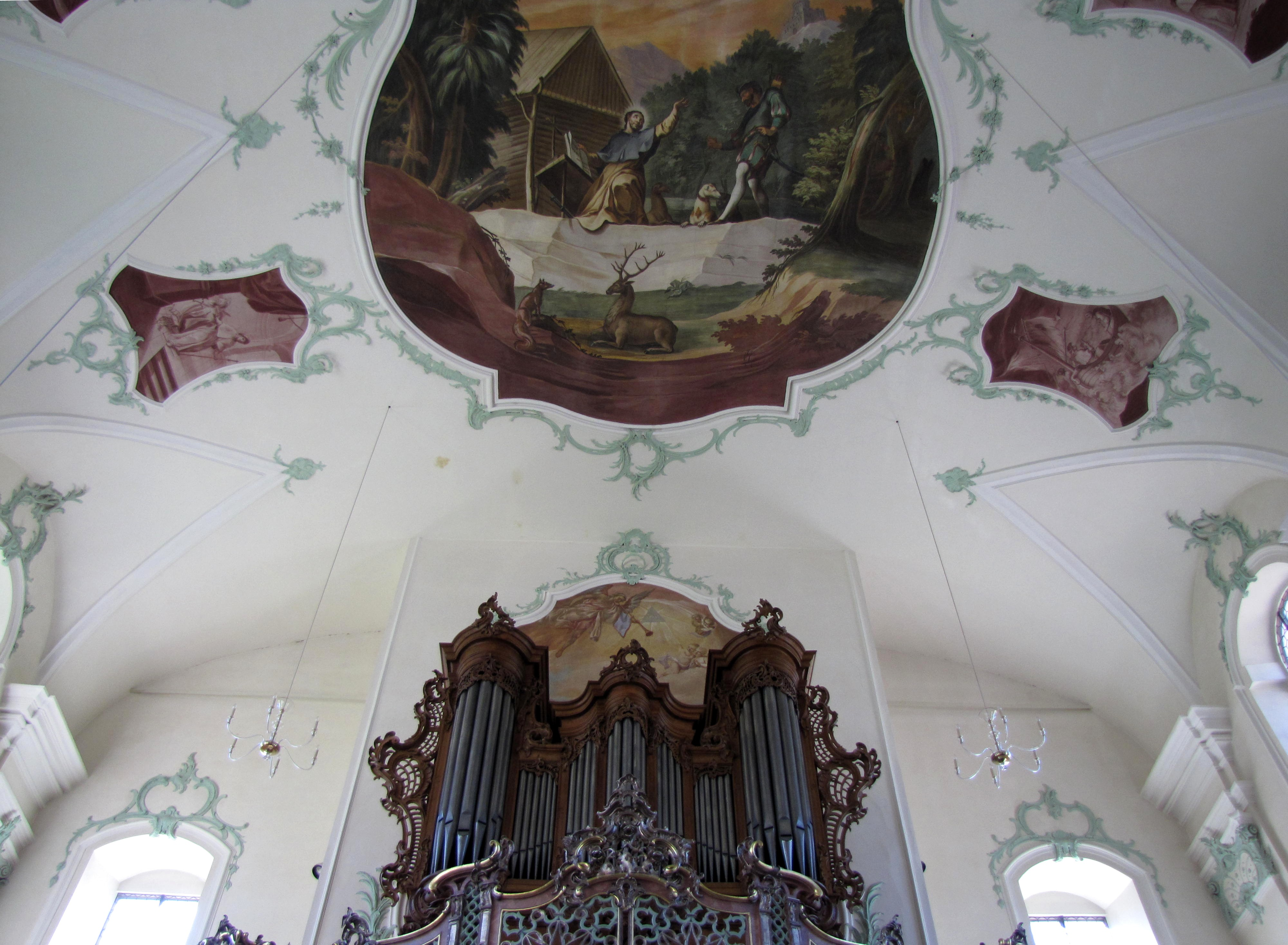
Fresken von Johann Anton Morath in der Wallfahrtskirche St. Landelin, Ettenheimmünster

- 1737 Rötelzeichnung, (Anbetung der Hirten) in St. Paul
- nach 1748 Schlosskapelle Schloss Bad Krozingen-Biengen (Unter Marquard Herrgott), Deckenfresko
- 1749 Priorat Todtmoos, Deckenbild Esther von Assuerus von im Oberen Saal
- 1752 Seitenaltarblatt St. Joseph in Tunsel
- 1752 Deckenbild ehemalige Hartkirche St. Georgen bei Freiburg
- 1752–1754 (zusammen und unter Franz Joseph Spiegler), Fridolinsmünster in Bad Säckingen
- 1754–1759 Pfarrkirche Dillendorf, Deckenfresko[3]
- 1755 Altarblatt Weilheim
- um 1762 Schloss Bürgeln
- 1764 bis 1765  Wallfahrtskirche St. Landelin, Ettenheimmünster[4]
- 1766 bis 1767 Seitenaltärblätter Kirche in Hohberg-Hofweier bei Offenburg
- vermutlich zwischen 1767 und 1770 die Sonnenuhr am Amtsgericht St. Blasien (nicht gesichert)
- 1771 bis 1772 Pfarrkirche Schwanau-Ottenheim, Altarblätter und Bernhard von Baden als Deckengemälde
- 1770 bis 1778 Wallfahrtskirche Todtmoos
- 1779 Leinwandbilder für die Kirche in Hohberg-Hofweier bei Offenburg

## Würdigung
In seiner Heimatgemeinde ist eine Straße nach ihm benannt.